# Microgomphus wijaya
Microgomphus wijaya – gatunek ważki z rodziny gadziogłówkowatych (Gomphidae).